# Sauber C20
Sauber C20 je Sauberjev dirkalnik Formule 1, ki je bil v uporabi v sezoni 2001, ko sta z njim dirkala Nick Heidfeld in Kimi Räikkönen. Nick Heidfeld je dosegel edine stopničke dirkalnika C20 s tretjim mestom na Veliki nagradi Brazilije, ob tem pa še pet šestih mest in četrto mesto na prvi dirki sezone za 
Veliko nagrado Avstralije. Kimi Räikkönen pa je kot svojo najboljšo uvrstitev sezona dosegel četrti mesti na Velikih nagradah Avstrije in Kanade, ob tem pa še po eno peto in šesto mesto. Skupno je Sauber zasedel četrto mesto v konstruktorskem prvenstvu z enaindvajsetimi točkami.

## Popolni rezultati Formule 1
(legenda) (odebeljene dirke pomenijo najboljši štartni položaj, poševne pa najhitrejši krog)
| Leto | Moštvo | Motor        | Gume | Dirkači        | 1   | 2   | 3   | 4   | 5   | 6   | 7   | 8   | 9   | 10  | 11 | 12  | 13  | 14  | 15  | 16  | 17  | Toč | Prv |
| ---- | ------ | ------------ | ---- | -------------- | --- | --- | --- | --- | --- | --- | --- | --- | --- | --- | -- | --- | --- | --- | --- | --- | --- | --- | --- |
| 2001 | Sauber | Petronas V10 | B    |                | AVS | MAL | BRA | SMR | ŠPA | AVT | MON | KAN | EU  | FRA | VB | NEM | MAD | BEL | ITA | ZDA | JAP | 21  | 4.  |
| 2001 | Sauber | Petronas V10 | B    | Nick Heidfeld  | 4   | Ret | 3   | 7   | 6   | 9   | Ret | Ret | Ret | 6   | 6  | Ret | 6   | Ret | 11  | 6   | 9   | 21  | 4.  |
| 2001 | Sauber | Petronas V10 | B    | Kimi Räikkönen | 6   | Ret | Ret | Ret | 8   | 4   | 10  | 4   | 10  | 7   | 5  | Ret | 7   | DNS | 7   | Ret | Ret | 21  | 4.  |